# Past to Present 1977-1990
Past to Present 1977-1990 is een compilatiealbum van de band Toto, uitgegeven in 1990. Het album bevat vier nieuwe nummers (*) opgenomen met Jean-Michel Byron.

## Composities
1. "Love Has the Power" (*)
2. "Africa"
3. "Hold the Line"
4. "Out of Love" (*)
5. "Georgy Porgy"
6. "I'll Be Over You"
7. "Can You Hear What I'm Saying" (*)
8. "Rosanna"
9. "I Won't Hold You Back"
10. "Stop Loving You"
11. "99"
12. "Pamela"
13. "Animal" (*)